# Lunar 2: Eternal Blue Complete
Lunar 2: Eternal Blue Complete è il titolo dato sul mercato americano del videogioco Lunar 2: Eternal Blue (ルナ２ エターナルブルー?, Runa Tsū Etānaru Burū), un videogioco di ruolo alla giapponese, della serie Lunar. È il sequel di Lunar: Silver Star Story Complete. Originariamente pubblicato nel 1998 per Sega Saturn in Giappone, è stato in seguito convertito per PlayStation nel 1999 ed adattato per il mercato in lingua inglese nel 2000 dalla Working Designs. Lunar 2: Eternal Blue Complete è il remake di Lunar: Eternal Blue, originariamente pubblicato per Sega CD.